# Ichiro Nakayama

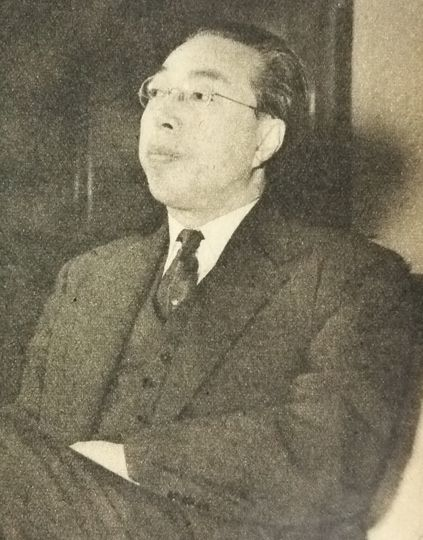
Ichiro Nakayama

Ichiro Nakayama (中山伊知郎, Nakayama Ichirō;  20 september 1898 – 9 april 1981) was een Japanse econoom. Hij was president van de Centrale Arbeidscommissie, waardoor hij erg betrokken was bij arbeidsgeschillen vlak na de oorlog. Daarna was hij de vicepresident van het Japanse Productiviteitscentrum en voorzitter van de Commissie voor het Arbeids-Management Overlegsysteem. Hij deed veel voor de beleidsvorming in het naoorlogse Japan, vooral voor vrede en stabiliteit van arbeids-management relaties.

## Studies

### Tokuzo Fukuda
Na zijn middelbare onderwijs studeerde Ichiro Nakayama eerst aan de hogere school voor handel van Kobe. Vervolgens studeerde hij aan de handelsuniversiteit van Tokio onder  Tokuzo Fukuda  (福田徳三, Fukuda Tokuzō; 12 februari 1874 – 8 mei 1930). Nakayama kreeg interesse in de arbeidsproblematiek nadat hij een boek van Fukuda had gelezen. Met Fukuda’s begeleiding deed hij onderzoek naar de oorsprong van het marginalisme. Het is ook in opdracht van Fukuda dat Nakayama zijn eerste artikel schreef. Het artikel beschreef de theorieën van Cournot, Gossen en Walras.

### Joseph Schumpeter
Na zijn tijd aan de handelsuniversiteit van Tokio ging Nakayama naar Duitsland om voor enkele jaren aan de universiteit van Bonn te studeren onder Joseph Schumpeter. Schumpeter had een grote invloed op het Japans economisch denken. Aan de universiteit van Bonn leerde Nakayama twee dingen. Hij leerde hoe hij de theorie van Walras kon beschrijven zonder wiskunde te gebruiken, en daarnaast leerde hij ook over het marxisme. Nakayama wilde het marxisme al eerder bestuderen, maar Fukuda verbood hem dit te doen. Tijdens zijn tijd in Duitsland woonde Nakayama de lezingen van Schumpeter bij, waarin Karl Marx direct en indirect bekritiseerd werd.

## Docent
In 1929 keerde Nakayama terug naar Japan. Na Fukuda’s dood in 1930 nam Nakayama zijn taak als docent over. Hij werd daarbij geholpen door  Kinnosuke Otsuka (大塚金之助, Ōtsuka Kinnosuke; 1892 – 1977), die het opleidingsonderdeel marxistische economie op zich nam. Nakayama doceerde het opleidingsonderdeel economische theorie. Van 1939 tot 1949 gaf hij, samen met Seiichi Tobata (東畑 精一, Tobata Seiichi ; 1899 – 1983), les in economisch beleid aan de faculteit Wetgeving van de universiteit van Tokio.

## Centrale Arbeidscommissie
In 1946 werd de Centrale Arbeidscommissie (中央労働委員会, Chūō Rōdō Iinkai) opgericht. Deze instelling heeft geholpen om de arbeidsverhoudingen in het naoorlogse Japan vorm te geven en is verantwoordelijk voor het beschermen van de rechten van de werknemers. In deze Commissie zetelden drie partijen: arbeiders, managers en een onpartijdige derde partij. Nakayama werd gekozen als lid van de onpartijdige partij. Zo startte Nakayama zijn activiteiten met betrekking tot Japanse naoorlogse industriële relaties.  
Tien jaar lang, vanaf 1950, was Nakayama zelf president van de Centrale Arbeidscommissie, waarbij hij Izutaro Suehiro (末弘厳太郎, Suehiro Izutarō; 1888 – 1951) opvolgde. In deze tijd hielp hij zo’n negentig arbeidsgeschillen op te lossen, onder andere het Densan(電産)-geschil. Het Densan-geschil vond plaats in 1946. De elektriciteitswerkers maakten gebruik van de hervorming van de lonen na de Tweede Wereldoorlog. Ze eisten een hoger loon, dat hoog genoeg zou zijn om de gemiddelde werknemer en zijn gezin te kunnen ondersteunen. Ook was Nakayama president wanneer de staking bij de Miike koolmijn uitbrak en speelde hij een heel belangrijke rol bij het oplossen van dit probleem. De staking bij Miike brak uit in 1960 naar aanleiding van het sluiten van de mijn. Dit was een van de zwaarste arbeidsgeschillen in het naoorlogse Japan.
Zowel Nakayama als Suehiro stonden symbolisch voor de rol van de Centrale Arbeidscommissie in de overgang van de onrustige oorlogsperiode naar een periode van orde. Suehiro speelde een grote rol in de systematisering van de Centrale Arbeidscommissie in zijn vroege jaren. Daarnaast hielp hij bij verscheidene industriële geschillen. Nakayama was president van de Centrale Arbeidscommissie tot 1961. Daarna werd hij president van de Japan Arbeidsassociatie (日本労働協会, Nihon Rōdō Kyōkai).

## Japanse Productiviteitscentrum
In 1950 bezocht Nakayama de Verenigde Staten onder een uitwisselingsprogramma door het GARIOA fonds. Daar woonde hij in 1953 en 1954 de jaarlijkse congressen van Internationale Arbeidsorganisatie bij als afgevaardigde van de Japanse overheid. Het is hierna dat hij tot vicepresident van het net opgerichte Japanse Productiviteitscentrum (日本生産性本部, Nihon Seisansei Honbu) benoemd werd. Onder de titel van vicepresident voerde Nakayama een inspectiemissie aan, die in 1955 de Verenigde Staten bezocht. Het eerste rapport, Prosperous Economy and Management (繁栄経済と経営, Han’ei Keizai to Keiei) genaamd, werd in 1956 gemaakt. 
Het was het Japanse Productiviteitscentrum dat de meeste verantwoordelijkheid droeg voor het verspreiden van ideeën. Het gaf cursussen en lezingen waarbij economen van verschillende sectoren samenkwamen om nieuwe technieken in actie te zien. Het Japanse Productiviteitscentrum publiceerde ook de Productivity Raising News  (生産性向上ニュース, Seisansei Kōjō Nyūsu) vanaf april 1955.
De belangrijkste zuilen van het Japanse Productiviteitscentrum zijn arbeid en management. Hierdoor was samenwerking tussen deze twee dus noodzakelijk. Deze manier van denken leidde tot de oprichting van de Speciale Commissie, en later de Commissie voor het Arbeids-Management Overlegsysteem (労使協議制委員会, Rōshi Kyōgisei Iinkai), waarvan Nakayama voorzitter werd. Deze commissie moest richtlijnen voor het overlegsysteem vastleggen en het systeem verspreiden.

## Enkele werken

### Pure Economics
In Pure Economics (純粋経済学, Junsui Keizaigaku, 1933) vertelt Nakayama over de onderlinge afhankelijkheid tussen economische gebeurtenissen en hoe dit begrepen kan worden aan de hand van de algemene evenwichtstheorie. Hij heeft dit alles uitgelegd zonder al te veel wiskunde te gebruiken. Hoewel het boek 225 pagina’s telt, behandelt hij de wiskunde in slechts 14 pagina’s. Het boek werd als standaard handboek gebruikt en liet de Japanse studenten kennis maken met het marginalisme en de algemene evenwichtstheorie. Het is mede dankzij dit boek dat de algemene evenwichtstheorie beschouwd werd als de belangrijkste stroming van moderne economie in Japan.

### Commentary on Keynes’ General Theory
In 1936 richtten enkele vooraanstaande economen uit Tokio een studiegroep op. Nakayama was een van deze economen. In de studiegroep werd de theorie van John Maynard Keynes bestudeerd. Uit die studies is dit boek voortgekomen. Commentary on Keynes’ General Theory (ケインズ一般理論解説, Keinzu Ippan Riron Kaisetsu, 1941) is een verzameling van essays die de leden van de studiegroep geschreven hebben. Hierin legden de economen de theorie van Keynes uit en haalden ze enkele punten aan waarop kritiek zou kunnen komen. In Nakayama’s bijdrage aan dit boek benadrukte hij het belang van Keynes’ werk. Ook gaf hij enkele kritiek op de keynesiaanse analyse.
- CiNii: DA00543640
- Gemeinsame Normdatei: 172281539
- International Standard Name Identifier: 0000 0000 8420 8140
- Library of Congress Control Number: n81017798
- Bibliotheek van het Japanse parlement: 00052992
- Nationale Bibliotheek van Israël: 987007444167905171
- Nederlandse Thesaurus van Auteursnamen: 071673504
- Système universitaire de documentation: 124498833
- Virtual International Authority File: 6248939
- WorldCat: E39PBJd3MpFrqChPjdkgQByjmd